# Cincinnati Open 1991
Il Cincinnati Open 1991 (conosciuto anche come Thriftway ATP Championships per motivi di sponsorizzazione) è stato un torneo di tennis giocato sul cemento.
È stata la 90ª edizione del Cincinnati Open, che fa parte della categoria Super 9 nell'ambito dell'ATP Tour 1991. Il torneo si è giocato a Cincinnati in Ohio negli USA, dal 12 al 19 agosto 1991.

## Campioni

### Singolare
Guy Forget ha battuto in finale  Pete Sampras con il punteggio di 2–6, 7–6, 6–4

### Doppio
Ken Flach /  Robert Seguso hanno battuto in finale  Grant Connell /  Glenn Michibata con il punteggio di 6–3, 6–4